# الدربين (عمران)
الدربين هي إحدى قرى الجمهورية اليمنية. وهي تتبع جغرافيًا لمحافظة عمران. وإداريًا لمديرية ريده. يبلغ تعداد سكانها 3000 نسمة حسب الإحصاء الذي جرى عام [2022]]
وتوجد بها احد ممالك واثار  الحميريون الذي توجد في منطقة صلال بنفس القرية حيث يوجد بيوت الحميريون واماكن الابار اليدوية التي عددها 14 محكر حيث تسميها اهلها وسد صلال الذي جدد من قبل الدولة
كما تتكون من بيوت واسر هي
بيت شرهان احد اهم القبل التي تسكن القرية ويبلغ تعداد بيت شرهان 1000نسمة
بيت جبار ويبلغ عدد الاسرة 800 نسمة
بيت سعد ويبلغ عددهم 400 نسمة
بيت قشيرة ويبلغ عددهم 400  نسمة
بيت عيزر الاشراف وعددهم 300 
وعزل بيت العر عددهم 100
بيت مداعس عددهم 100 .